# 洪泽楚克拉虫
洪泽楚克拉虫（学名：Zschokkella hongtsensis）为两极科楚克拉虫属的动物。在中国，分布于江苏等，营寄生生活，寄生在白边鮠的胆囊。